# РАФ-10
РАФ-10 «Фестиваль» — серия микроавтобусов, выпускавшихся Рижской автобусной фабрикой в 1957—1959 годах на агрегатах автомобиля ГАЗ-М20 «Победа».

## История модели
Кузов — цельнометаллический, полунесущий. Число мест для сидения — 10 (индекс указывает именно на это). Принципиальное отличие во внешности от РАФ-8 заключается в увеличении длины автобуса на одну секцию, также несколько изменена форма передка.
Первой в СССР серийное производство микроавтобусов наладила Рижская автобусная фабрика. В 1957 году из её ворот вышел автомобиль, в конструкции которого широко использовались узлы и агрегаты (двигатель, трансмиссия, передний и задние мосты, рулевой механизм и колёса) от знаменитой «Победы». Сварной цельнометаллический несущий кузов вагонной компоновки нового РАФа вмещал 10 пассажиров. В соответствии с тенденцией конца 1950-х годов, в боковых скатах крыши были установлены стёкла по четыре с каждой стороны. Новинка получила название «Фестиваль» — в честь VI Всемирного фестиваля молодёжи и студентов, проходившего в Москве. Микроавтобус предназначался для эксплуатации прежде всего в качестве служебного транспорта. Хотя по вместимости он в два раза уступал другому служебному автобусу тех лет — ПАЗ-652A, но значительно превосходил его в экономичности (средний расход топлива — 13 л/100 км), скорости (максимальная скорость 100 км/ч), манёвренности и комфорте для пассажиров. В отличие от некоторых зарубежных аналогов с задним расположением двигателя, двигатель РАФа устанавливался над передней осью, его кожух находился между сиденьями водителя и переднего пассажира. Через несколько месяцев Рижский автобусный завод приступил к производству модернизированного варианта микроавтобуса под маркой РАФ-10. Он отличался усовершенствованной конструкцией кузова и системы охлаждения двигателя. Пассажировместимость осталась прежней. От предшественника новинку внешне отличало новое расположение фар и оформление решётки радиатора. В 1958 году микроавтобус подвергся ещё одной модернизации и стал называться РАФ-977.